# Conde de Strathmore e Kinghorne

Brasão de armas dos Condes de Strathmore e Kinghorne.

O título Conde de Kinghorne foi criado no Pariato da Escócia em 1606 para Patrick Lyon. Em 1677, a designação do condado mudou para "Strathmore e Kinghorne". Um segundo condado foi conferido ao décimo quarto conde no Pariato do Reino Unido, em 1937, sendo o título Strathmore and Kinghorne.
O conde possui os seguintes títulos subsidiários:
- Visconde Lyon (criado em 1677);
- Lorde Glamis, Tannadyce, Sidlaw e Strathditchie (1677);
- Lorde Glamis (1445); e
- Barão Bowes (1887).

Uma criação anterior do título Barão Bowes (1815), que foi feita em favor do décimo conde ,foi extinta com sua morte em 1821. Os primeiros três estão no Pariato da Escócia, enquanto que os últimos dois estão no Pariato do Reino Unido. O filho mais velho do conde utiliza "Lorde Glamis" como um título de cortesia. Normalmente, o título subsidiário mais superior (neste caso, Visconde Lyon), seria usado, porém não é.
Elizabeth Bowes-Lyon (1900-2002), a rainha consorte do rei Jorge VI de 1936 a 1952, foi a filha do décimo quarto Conde de Strathmore e Kinghorne.
Assim sendo, o atual rei da Inglaterra Carlos III é bisneto do décimo quarto Conde de Strathmore e Kinghorne.
A propriedade principal da família é o Castelo de Glamis, em Angus, na Escócia.

## Lorde Glamis (1445)
- Patrick Lyon, 1.º Lorde Glamis (m. 1459)
- Alexander Lyon, 2.º Lorde Glamis (m. 1486)
- John Lyon, 3.º Lorde Glamis (m. 1497)
- John Lyon, 4.º Lorde Glamis (m. 1500)
- George Lyon, 5.º Lorde Glamis (m. 1505)
- John Lyon, 6.º Lorde Glamis (m. 1528)
- John Lyon, 7.º Lorde Glamis (m. 1558) (confiscado em 1537 mas restaurado em 1543)
- John Lyon, 8.º Lorde Glamis (m. 1578)
- Patrick Lyon, 9.º Lorde Glamis (m. 1615) (tornou-se 1.º Conde de Kinghorne em 1606.)

## Condes de Kinghorne (1606)
- Patrick Lyon, 1.º Conde de Kinghorne (1575-1615)
- John Lyon, 2.º Conde de Kinghorne (1596-1646)
- Patrick Lyon, 3.º Conde de Kinghorne (1643-1695) (designação do condado mudou para "Strathmore e Kinghorne")

## Condes de Strathmore and Kinghorne (1677)
- Patrick Lyon, 3.º Conde de Strathmore e Kinghorne (1643-1695)
  -  John Lyon, 4.º Conde de Strathmore e Kinghorne (1663-1712)
    -  John Lyon, 5.º Conde de Strathmore e Kinghorne (1696-1715)
    -  Charles Lyon, 6.º Conde de Strathmore e Kinghorne (c. 1699-1728)
    -  James Lyon, 7.º Conde de Strathmore e Kinghorne (c. 1702-1735)
    -  Thomas Lyon, 8.º Conde de Strathmore e Kinghorne (1704-1753)
      -  John Bowes, 9.º Conde de Strathmore e Kinghorne (1737-1776)
        -  John Lyon-Bowes, 10.º Conde de Strathmore e Kinghorne (1769-1820)
        -  Thomas Bowes-Lyon, 11.º Conde de Strathmore e Kinghorne (1773-1846)
          - Thomas George Lyon-Bowes, Lorde Glamis (1801–1834)
            -  Thomas Lyon-Bowes, 12.º Conde de Strathmore e Kinghorne (1822-1865)
            -  Claude Bowes-Lyon, 13.º Conde de Strathmore e Kinghorne (1824-1904)
              -  Claude Bowes-Lyon, 14.º Conde de Strathmore e Kinghorne (1855-1944)
                -  Patrick Bowes-Lyon, 15.º Conde de Strathmore e Kinghorne (1884-1949)
                  -  Timothy Bowes-Lyon, 16.º Conde de Strathmore e Kinghorne (1918-1972)

                - Michael Claude Hamilton Bowes-Lyon (1893-1953) 
                  -  Michael Bowes-Lyon, 17.º Conde de Strathmore e Kinghorne (1928-1987)
                    -  Michael Bowes-Lyon, 18.º Conde de Strathmore e Kinghorne (1957-2016)
                      -  Simon Bowes-Lyon, 19.º Conde de Strathmore e Kinghorne (n. 1986)
                      - (1) John Bowes-Lyon (n. 1988)
                        - (2) Albemarle John Bowes-Lyon (n. 2023)

                      - (3) Hon. George Bowes-Lyon (b. 1991)

                - Isabel Ângela Margarida Bowes-Lyon (1900–2002)
                  -  Rainha Isabel II (1926–2022)
                    -  Rei Carlos III (1948–)
                    -  Ana, Princesa Real (1950–)
                    -  André, Duque de Iorque (1960–)
                    -  Eduardo, Duque de Edimburgo (1964–)

                - Hon. Sir David Bowes-Lyon (1902-1961)
                  - (4) Sir Simon Bowes-Lyon (b. 1932)
                    - (5) Fergus Bowes-Lyon (b. 1970)
                    - (6) David Bowes-Lyon (b. 1973)
                      - (7) William Bowes-Lyon

                    - (8) Andrew Bowes-Lyon (b. 1979)